# Afrocrania luciae
Afrocrania luciae is een keversoort uit de familie bladkevers (Chrysomelidae). De wetenschappelijke naam van de soort werd in 2001 gepubliceerd door Middelhauve & Wagner.